# Amtsgericht Osterode am Harz

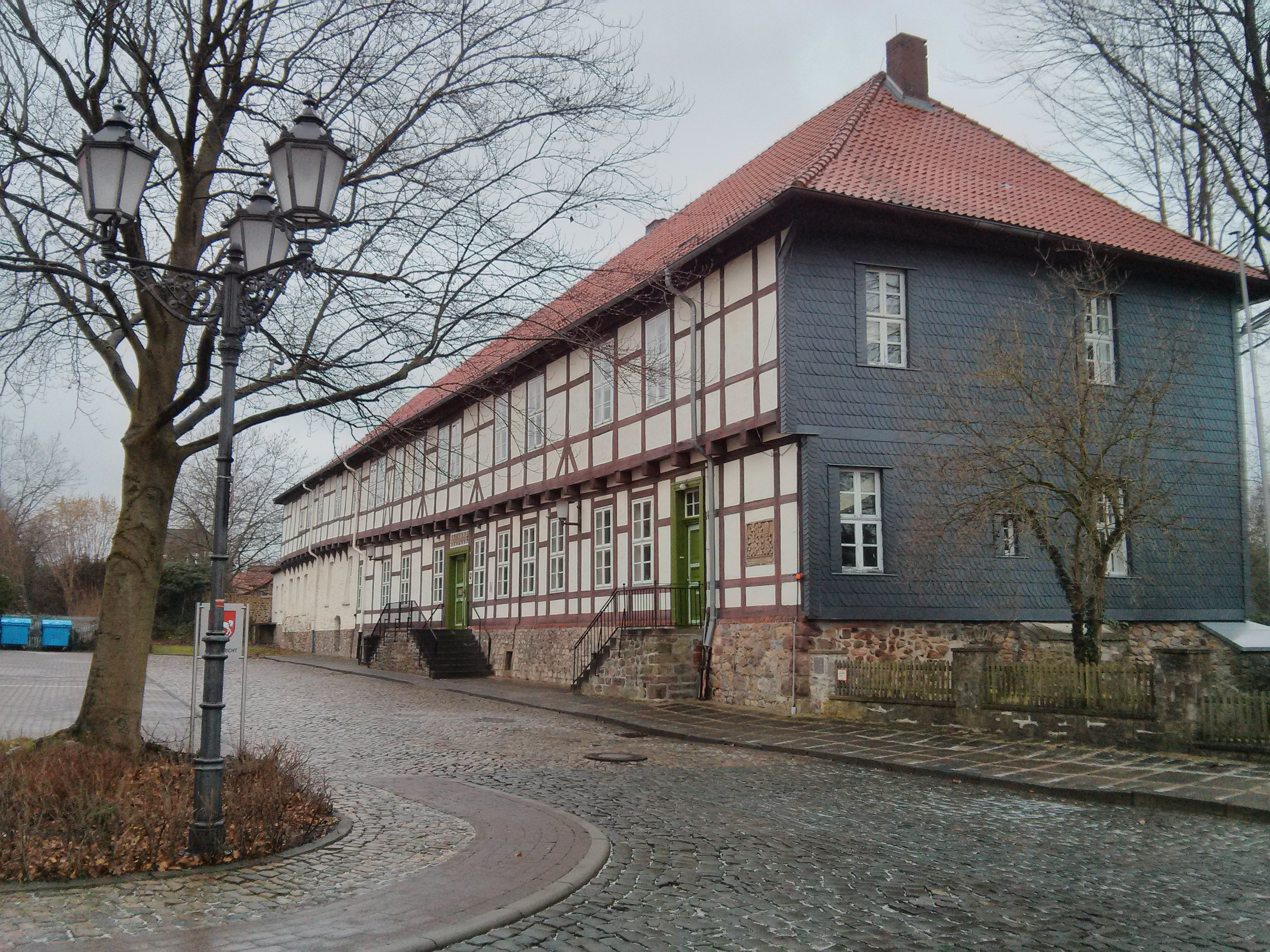
Amtsgericht Osterode

Das Amtsgericht Osterode am Harz ist eines von sieben Amtsgerichten im Landgerichtsbezirk Göttingen. Es hat seinen Sitz in Osterode am Harz.
Der Gerichtsbezirk des Amtsgerichts Osterode am Harz umfasst die Stadt Osterode am Harz, die Gemeinde Bad Grund (Harz) (beide Landkreis Göttingen) sowie die Gemeinde Kalefeld (Landkreis Northeim). Das Amtsgericht Osterode am Harz hat somit etwa 31.000 Gerichtseingesessene. Übergeordnetes Gericht ist das Landgericht Göttingen.

## Geschichte
Nach der Revolution von 1848 wurde im Königreich Hannover die Rechtsprechung von der Verwaltung getrennt und die Patrimonialgerichtsbarkeit abgeschafft.
Das Amtsgericht wurde daraufhin mit der Verordnung vom 7. August 1852 die Bildung der Amtsgerichte und unteren Verwaltungsbehörden betreffend als königlich hannoversches Amtsgericht gegründet. 
Es umfasste das Amt Osterode und die Stadt Osterode.
Das Amtsgericht war dem Obergericht Osterode untergeordnet. Mit der Annexion Hannovers durch Preußen wurde es zu einem preußischen Amtsgericht in der Provinz Hannover. 
Es ist im erhaltenen Südflügel des ehemaligen Klosters St. Jacobi und späteren Schlosses Osterode untergebracht.